# 索賴爾烏帕齊拉
索賴爾乌帕齐拉是孟加拉国婆羅門巴里亞縣的一个乌帕齐拉，位於吉大港专区的婆羅門巴里亞縣。。

## 人口
據2011年孟加拉國人口普查，索賴爾共有戶數43,854戶，人口254,481人。其中男性佔比50.32%，女性佔比49.68%；成年人口120,249人。該地7歲以上人口之平均識字率為22.6%。